# 74式自走105mmりゅう弾砲
74式自走105mmりゅう弾砲（ななよんしきじそう105ミリりゅうだんぽう）は、陸上自衛隊において、1974年（昭和49年）に制式採用された、戦後第二世代の自走榴弾砲である。

## 開発
開発された当時、陸上自衛隊では、前線の部隊を支援するには、小回りが効き、発射速度が速い105mmクラスの榴弾砲が有用との意見が根強かったため、105mmりゅう弾砲M2A1の後継として開発が開始された。搭載される105mmりゅう弾砲は日本製鋼所の開発による。
開発は75式自走155mmりゅう弾砲の開発より先行して始まり、1964年（昭和39年）に性能などの案が作成され、1967年（昭和42年）に開発目標が決定された。1968年（昭和43年）には日本製鋼所で砲塔部の試作が行われ、1970年（昭和45年）には試作車が2両が完成、技術試験や実用試験が行なわれた。1972年（昭和47年）に補備試験が行われた後、1974年（昭和49年）に「74式自走105mmりゅう弾砲」として制式化された。

## 設計
車体は73式装甲車の駆動部を中心に流用しているが、外見上の共通点は少ない。車体そのものは、直接的には73式装甲車の走行系を流用した76式対砲レーダ装置の牽引車部分であるKP140の車体部と共通した設計となっている。
材質はアルミ合金製で、自走砲としては珍しく、浮航用キットを装着することにより水上航行が可能となる。車体前方右側が操縦席となっており、73式装甲車と同様に2本の操縦レバーが備わっている。前方の左側にはエンジンが積まれ、前輪駆動となっている。

### 兵装
車体後部は戦闘室で、全周旋回式の密閉型砲塔が搭載されている。砲塔の上面に防盾付きの12.7mm重機関銃が搭載され、戦闘室の側面には64式7.62mm小銃用のラックが取り付けられている。
車内搭載弾数は43発で、射撃速度は最大で毎分10発に達する。実戦用の砲弾には榴弾（M1および74式）・発煙弾（M60およびM84）・照明弾（M314系）・成形炸薬弾（M67）が用意されている。最大射程は14.5km。

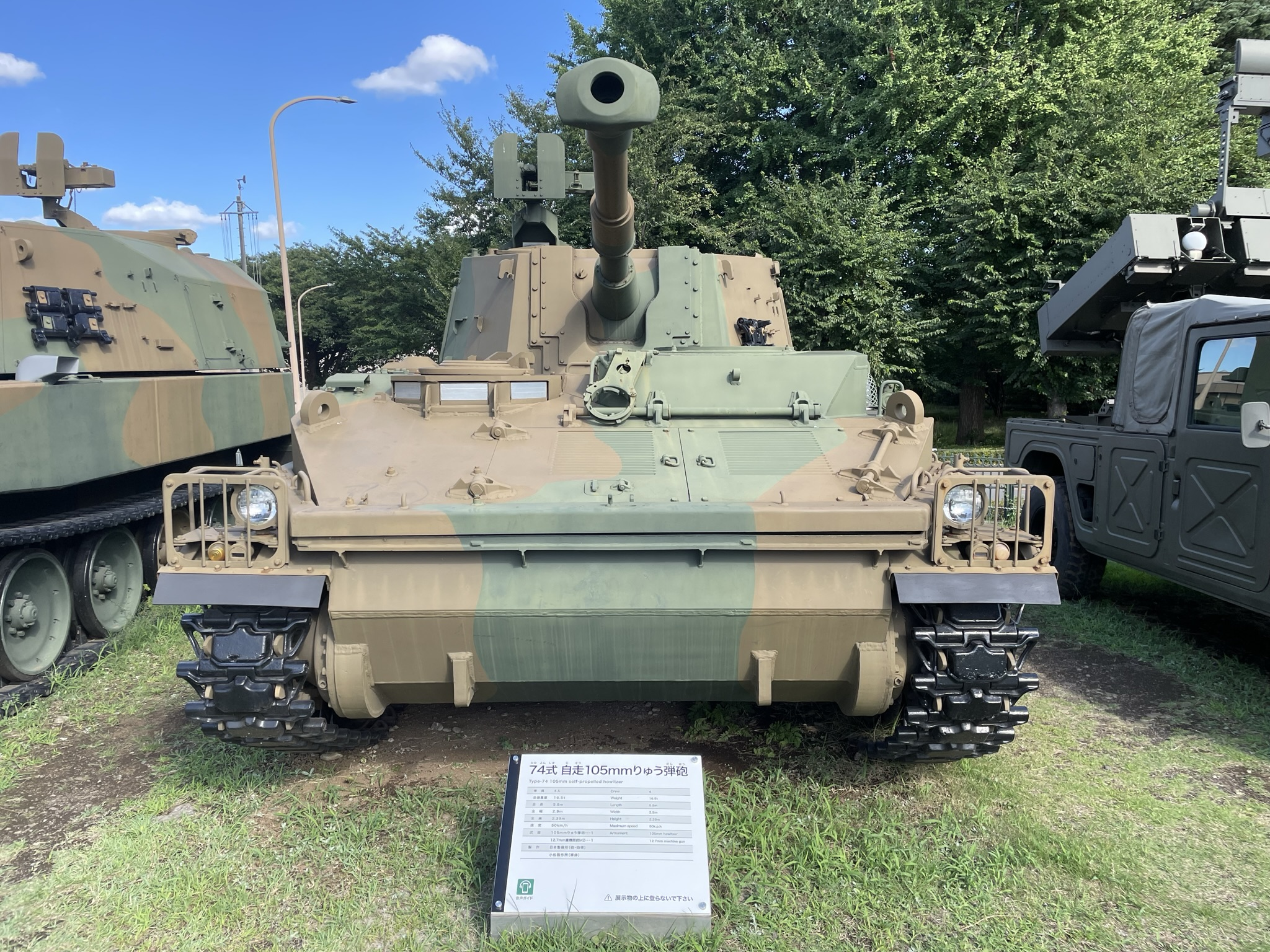
正面
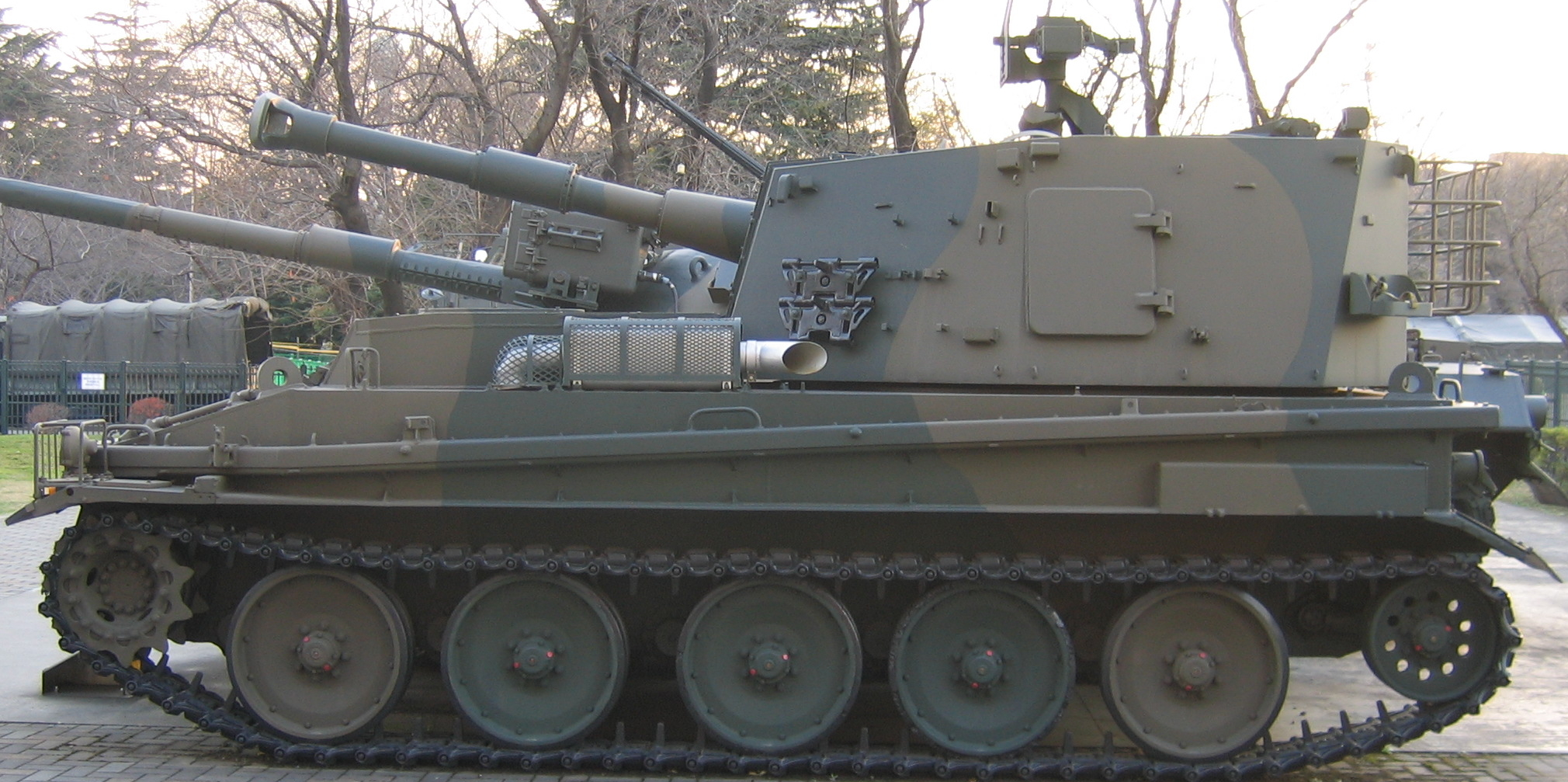
横
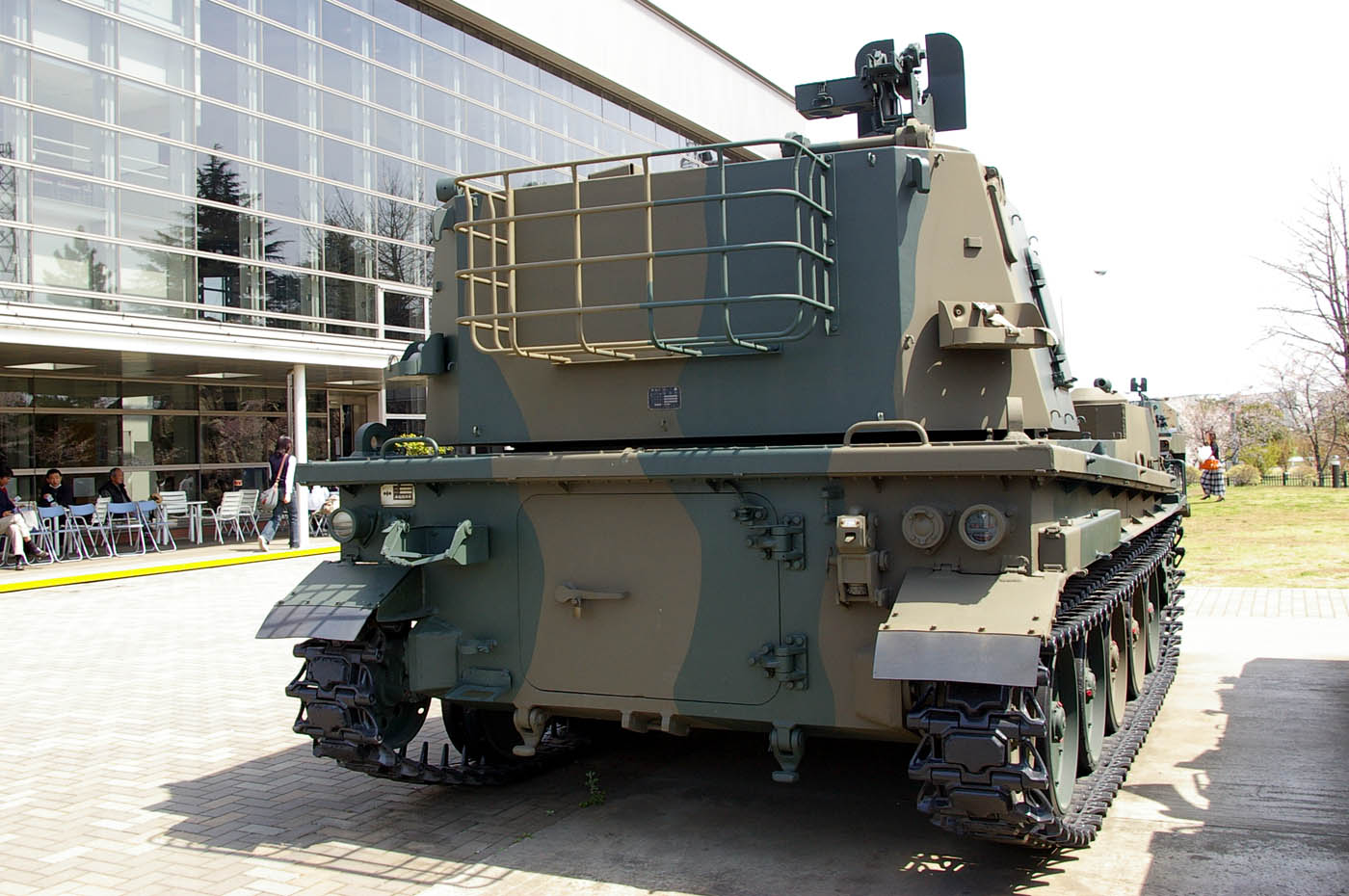
後方
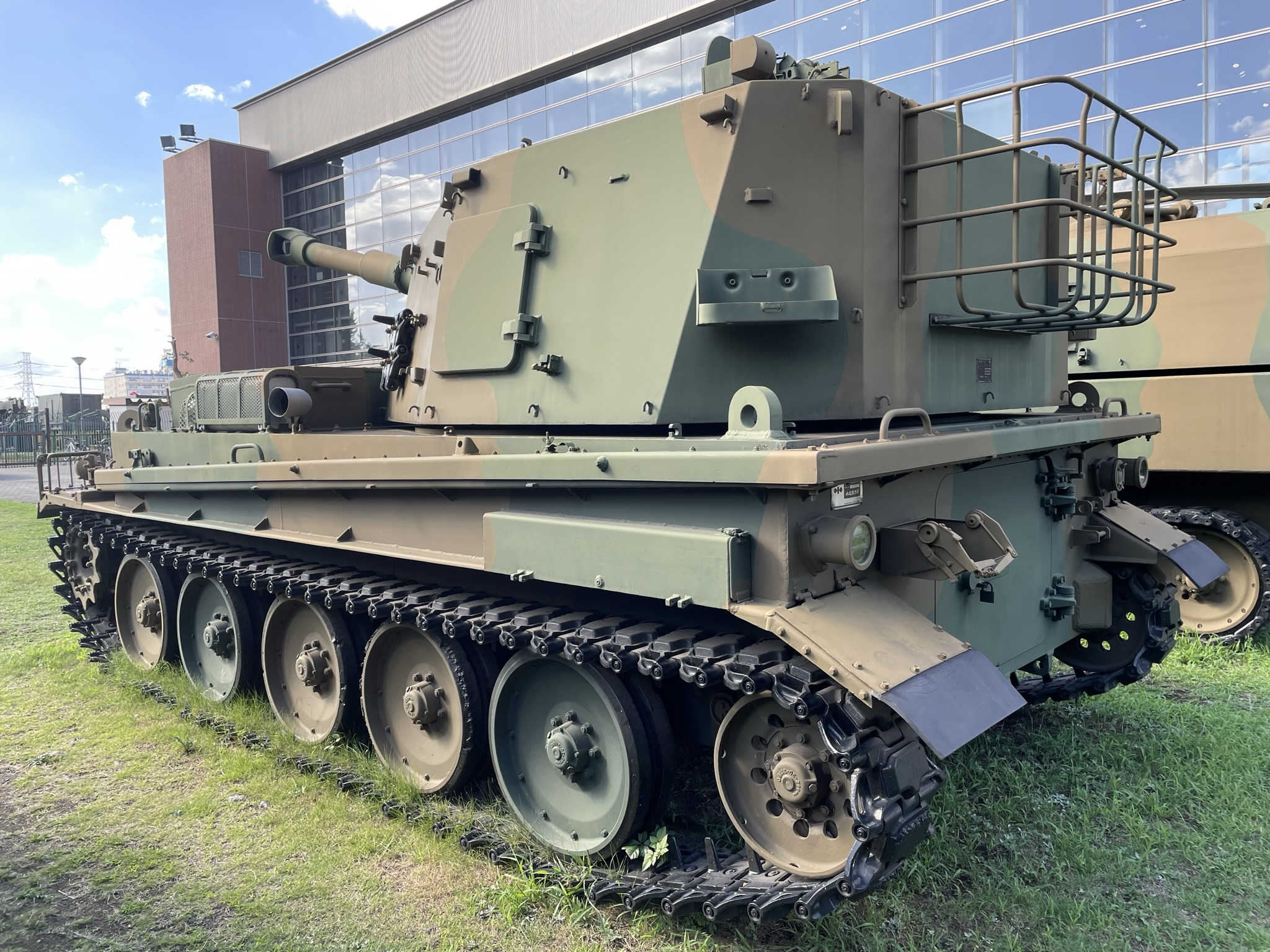
斜め後方
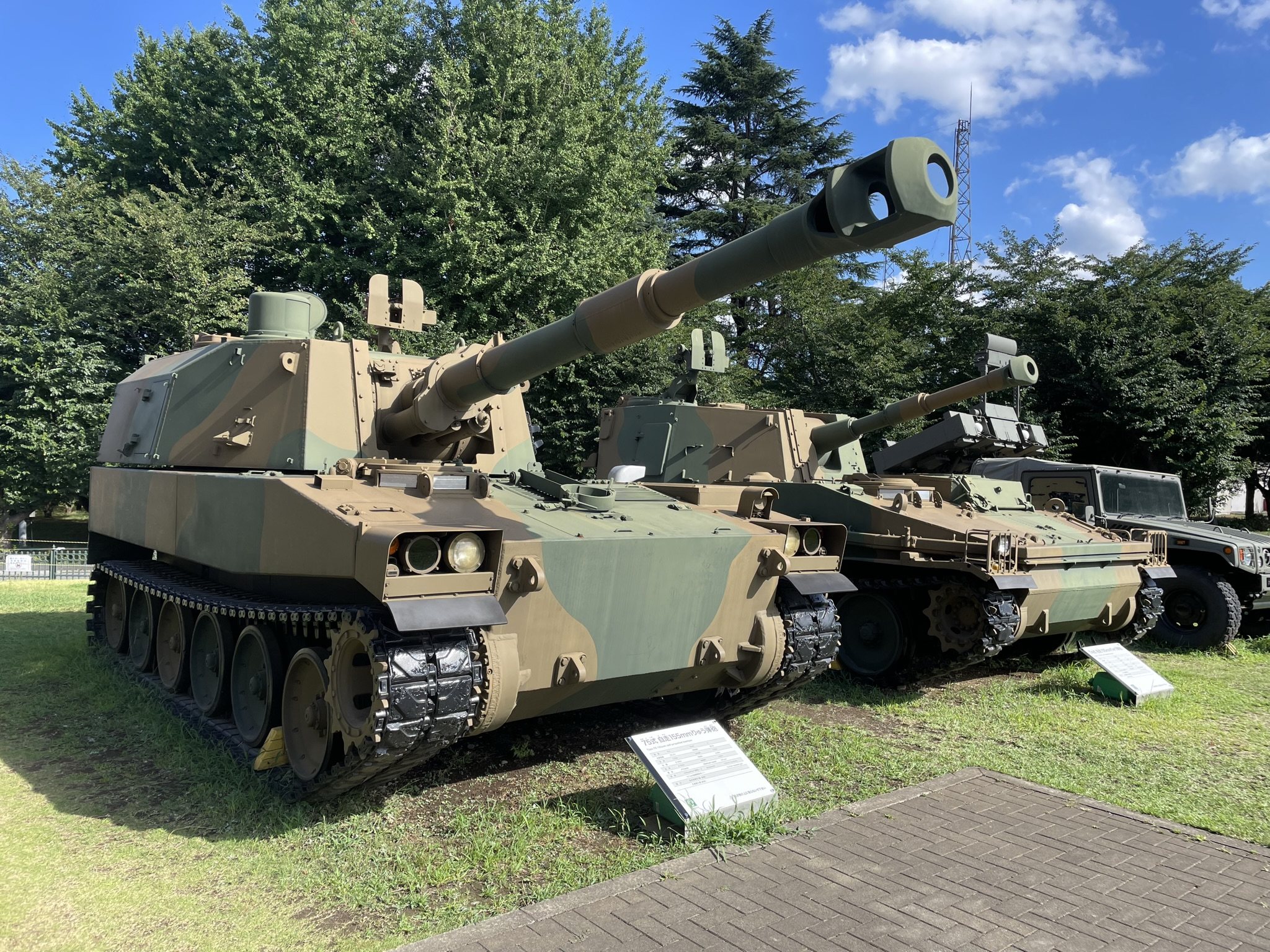
75式自走155mmりゅう弾砲（手前、むかって左）と74式自走105mmりゅう弾砲（奥、右）
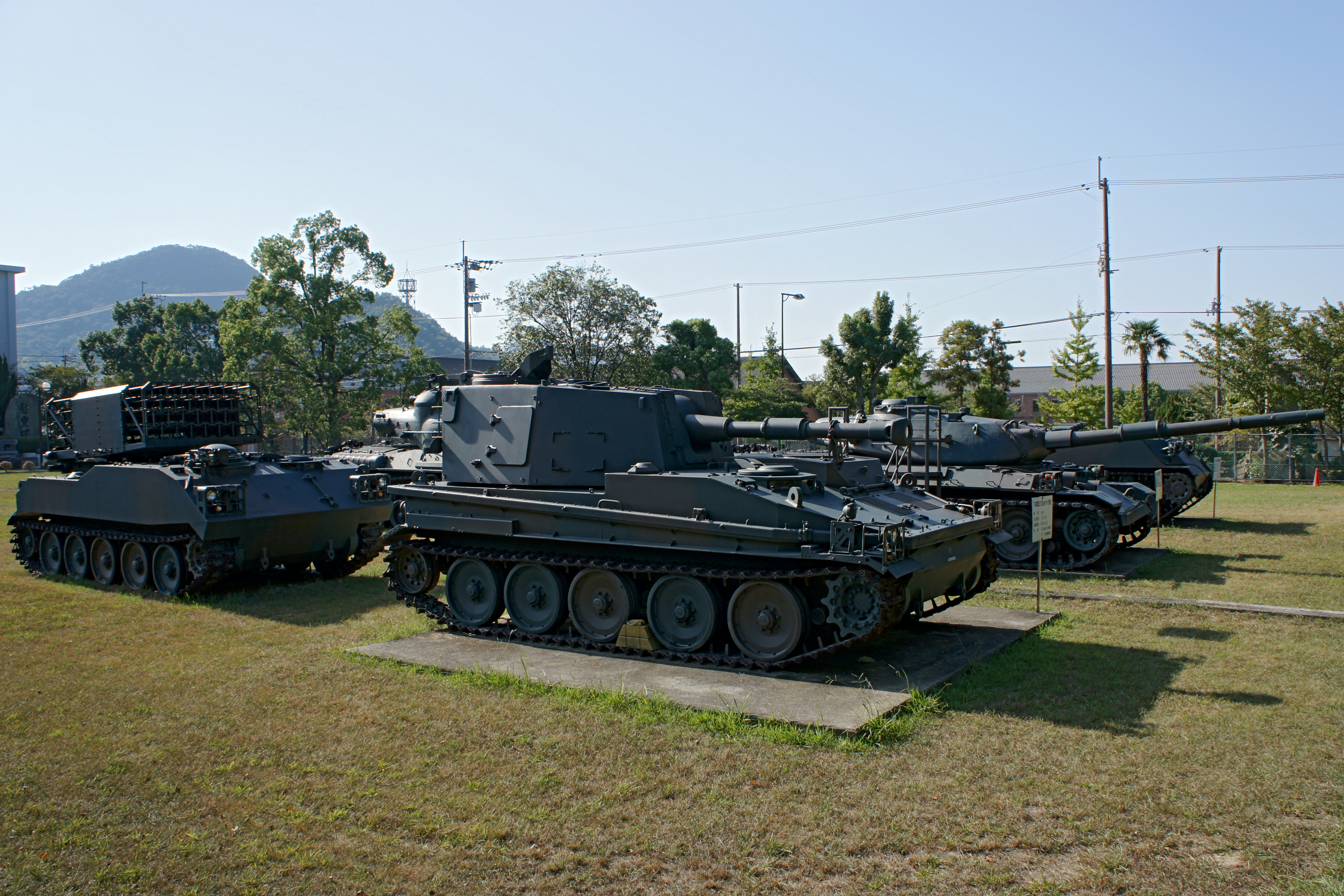
用途廃止車両として展示される74式自走105mmりゅう弾砲（善通寺駐屯地）

### 装薬
本車輌の使用する砲弾の装薬は、1-9号までの9種類がある。
1-7号までは、ニトロセルロースを主成分とするもの（シングルベース火薬）で、1号と2号のみ急燃性の単孔型、3-7号は緩燃性の多孔型となっている。8号と9号は、ニトロ・セルロースとニトログリセリンにニトログアニジンを加えた物（トリプルベース火薬）となっている。
射程
- 1号装薬 約1,700-3,500m
- 2号装薬 約2,000-4,000m
- 3号装薬 約2,400-5,200m
- 4号装薬 約3,000-6,300m
- 5号装薬 約3,600-8,100m
- 6号装薬 約4,400-9,600m
- 7号装薬 約5,400-11,500m
- 8号装薬 約6,600-12,700m
- 9号装薬 約8,500-14,460m

## 運用
主力火砲が155mmに移行する時代の趨勢上性能不足であることは制式化当時から判明しており、調達を巡って紛叫した末に一個大隊分のみ導入する事になった。
1975年（昭和50年）から1978年（昭和53年）にかけて第4特科群第117特科大隊に20輌が集中配備されたが、2000年（平成12年）3月の部隊廃止とともに全車が退役している。